# Jan Link
Jan Michał Link (overleden in 1698) was een 17e-eeuwse Poolse militair ingenieur, artillerie-majoor en architect. Jan Link is in Zamość geboren en trad vanaf 1652 in dienst als hofarchitect van de Zamoyski-familie. Hij diende als militair als ceikwarta van het arsenaal van Zamość en was verantwoordelijk voor modernisaties van een kwart van de vesting vanaf 1687 tot zijn dood in 1698.
| Naam                  | Bouwjaar      | Adres                     | Plaats     | Bijzonderheden | Afbeelding |
| --------------------- | ------------- | ------------------------- | ---------- | -------------- | ---------- |
| Franciscaanse kerk    | 1680-1685     | Stanisława Staszica 1     | Zamość     | Voltooiing     |            |
| Heilige Katharinakerk | 1680-1686     | plac Jaroszewicza 1       | Zamość     |                |            |
| Sint-Michielskerk     | 1686-1692     | ul. Stefana Żeromskiego 6 | Sandomierz |                |            |
| Vesting Zamość        | 1687-1698     | Rynek Wielki              | Zamość     |                |            |
| Maria Visitatiekerk   | 1690-1698     | ul.Tomaszowska 18         | Krasnobród |                |            |
| Huis van Link         | Laat 17e eeuw | Rynek Wielki              | Zamość     |                |            |